# Sandra Bernhard
Sandra Bernhard (Flint, 6 giugno 1955) è un'attrice, cantante e scrittrice statunitense.

## Biografia
Bisessuale, molto amica di Madonna negli anni 1980, tra le due è stata anche accreditata una love story. Nel 1988 infatti Madonna apparve sui giornali scandalistici per una sua presunta relazione con la Bernhard.

## Filmografia

### Cinema
- Shogun il giustiziere (Shogun Assassin), regia di Kenji Misumi e Robert Houston (1980)
- Re per una notte (The King of Comedy), regia di Martin Scorsese (1983)
- Mille pezzi di un delirio (Track 29), regia di Nicolas Roeg (1988)
- A letto con Madonna (Madonna: Truth or Dare), regia di Alek Keshishian (1991)
- Hudson Hawk - Il mago del furto (Hudson Hawk), regia di Michael Lehmann (1991)
- Sbottonate (Unzipped), regia di Douglas Keeve (1995)
- Cento e una notte (One Hundred and One Nights), regia di Agnès Varda (1995)
- Hollywood brucia (An Alan Smithee Film: Burn Hollywood Burn), regia di Arthur Hiller (1998)
- Il fuggitivo della missione impossibile (Wrongfully Accused), regia di Pat Proft (1998)
- I Woke Up Early the Day I Died, regia di Aris Iliopulos (1998)
- Dinner Rush, regia di Bob Giraldi (2000)
- Zoolander, regia di Ben Stiller (2001)
- Marty Supreme, regia di Josh Safdie (2025)

### Televisione
- The Richard Pryor Show – varietà TV (1977)
- Alfred Hitchcock presenta (Alfred Hitchcock Presents) – serie TV, episodio 1x05 (1985)
- I viaggiatori delle tenebre (The Hitchhiker) – serie TV, episodio 3x07 (1986)
- Poliziotti in città (The Oldest Rookie) – serie TV, episodio 1x14 (1988)
- I racconti della cripta (Tales from the Crypt) – serie TV, episodio 3x05 (1991)
- Pappa e ciccia (Roseanne) – serie TV, 34 episodi (1991-1997; 2018)
- The Larry Sanders Show – serie TV, episodi 4x03 e 4x17 (1995)
- Highlander – serie TV, episodio 5x05 (1996)
- Ragazze a Beverly Hills (Clueless) – serie TV, episodio 1x03 (1996)
- Chicago Hope – serie TV, episodio 2x14 (1996)
- Girovagando nel passato (A.J.'s Time Travelers) – serie TV, episodio 1x20 (1996)
- Ally McBeal – serie TV, episodi 1x08-1x09 (1997)
- I Soprano (The Sopranos) – serie TV, episodio 2x07 (2000)
- V.I.P. – serie TV, episodio 2x13 (2000)
- Will & Grace – serie TV, episodi 3x12 e 4x17 (2001-2002)
- Law & Order - Unità vittime speciali (Law & Order: Special Victims Unit) – serie TV, episodio 4x18 (2003)
- Girlfriends – serie TV, episodio 4x07 (2003)
- The L Word – serie TV, 5 episodi (2005)
- Crossing Jordan – serie TV, episodi 4x13 e 4x19 (2005)
- Las Vegas – serie TV, episodio 4x14 (2007)
- La complicata vita di Christine (The New Adventures of Old Christine) – serie TV, episodio 2x17 (2007)
- Hot in Cleveland – serie TV, episodio 3x02 (2011)
- Amiche nemiche (Good Christian Bitches) – serie TV, episodio 1x10 (2012)
- Vicini del terzo tipo (The Neighbors) – serie TV, episodio 1x19 (2013)
- Drop Dead Diva – serie TV, episodio 5x05 (2013)
- Switched at Birth - Al posto tuo (Switched at Birth) – serie TV, 4 episodi (2014)
- You're the Worst – serie TV, episodio 1x07 (2014)
- Brooklyn Nine-Nine – serie TV, episodi 2x06, 2x10 e 2x17 (2014-2015)
- 2 Broke Girls – serie TV, 5 episodi (2015)
- Difficult People – serie TV, episodio 2x01 (2016)
- Broad City – serie TV, episodi 4x02 e 4x05 (2017)
- Pose – serie TV, 13 episodi (2018-2021)
- American Horror Story – serie TV, 7 episodi (2018, 2022)
- Sweetbitter – serie TV, episodio 2x03 (2019)
- Che Todd ci aiuti (So Help Me Todd) – serie TV, episodio 2x03 (2024)
- Scissione (Severance) – serie TV, episodi 2x07 e 2x10 (2025)
- Percy Jackson e gli dei dell'Olimpo (Percy Jackson and the Olympians) – serie TV (2025)

## Discografia parziale
- 1985 - I'm Your Woman
- 1987 - Without You I'm Nothing
- 1991 - Excuses For Bad Behavior (Part One)
- 1998 - I'm Still Here... Damn It!
- 2001 - The Love Machine
- 2004 - Excuses for Bad Behavior (Part Two)
- 2006 - Gems of Mystery
- 2006 - Everything Bad & Beautiful

## Doppiatrici italiane
Nelle versioni in italiano delle opere in cui ha recitato, Sandra Bernhard è stata doppiata da:
- Emanuela Rossi in Re per una notte, Hollywood brucia
- Roberta Gasparetti in Pose
- Ida Sansone in Hudson Hawk - Il mago del furto
- Silvana Fantini in Ally McBeal
- Laura Boccanera in Law & Order - Unità vittime speciali
- Cinzia De Carolis in The L Word
- Barbara Castracane in Mille pezzi di un delirio
- Anna Rita Pasanisi in American Horror Story
- Isabella Pasanisi in Alfred Hitchcock presenta
- Alessandra Korompay in 2 Broke Girls

## Opere letterarie
- Confessions of a Pretty Lady, autobiografia (HarperCollins October 1989 ISBN 978-0-06-091620-6)
- Love, Love and Love (HarperCollins June 1993 ISBN 978-0-06-016615-1)
- May I Kiss You On The Lips, Miss Sandra? (HarperCollins October 1999 ISBN 978-0-68-817163-6)